# Martinezostes fortecostatus
Martinezostes fortecostatus là một loài bọ cánh cứng trong họ Hybosoridae. Loài này được Gutiérrez miêu tả khoa học năm 1949.